# Rose Hill (Kansas)
Rose Hill és una població dels Estats Units a l'estat de Kansas. Segons el cens del 2000 tenia 3.432 habitants.

## Demografia
Segons el cens del 2000, Rose Hill tenia 3.432 habitants, 1.039 habitatges, i 906 famílies. La densitat de població era de 828,2 habitants/km².
Per edats la població es repartia de la següent manera: un 37,7% tenia menys de 18 anys, un 6,6% entre 18 i 24, un 33,4% entre 25 i 44, un 17,0% de 45 a 60 i un 5,3% 65 anys o més.
L'edat mediana era de 31 anys. Per cada 100 dones de 18 o més anys hi havia 91,6 homes.
La renda mediana per habitatge era de 63.750 $ i la renda mediana per família de 67.770 $. Els homes tenien una renda mediana de 47.019 $ mentre que les dones 31.082 $. La renda per capita de la població era de 20.221 $. Entorn del 2,6% de les famílies i el 3,3% de la població estaven per davall del llindar de pobresa.

## Poblacions més properes
El següent diagrama mostra les poblacions més properes.